# Hans Lindenov
Hans Hansen Lindenov, auch Lindenow (* um 1558 auf Gut Ørslev-Kloster bei Viborg, Dänemark; † 1620 in Indien) war ein dänischer Gutspächter, Hauptmann der norwegischen Festung Bergenhus und Landrichter in Nordjütland.

## Leben
Er entstammte einer dänischen Adelsfamilie und war der Sohn des Hans Christoffersen Lindenov (ca. 1524–1610), Gutsherr auf Ørslev-Kloster, und der Elsebe Jensen Juul (ca. 1524– vor 1627). Lindenov heiratete am 24. Juni 1603 in Hammershus (Bornholm, Dänemark) die Schwedin Else (Lisbeth) Andersen Thott (* etwa 1585 in Skovsgaard, Dänemark; † 13. Oktober 1644), die Tochter des Schweden Anders Tagesen Thott (ca. 1548–1598) und der Dänin Lisbeth Folmersen Rosencrantz (ca. 1560– ca. 1613).
Bekannt war Lindenov vor allem als Freund des färöischen Seehelden Magnus Heinason, der auf Lindenovs Gut Ørslev-Kloster begraben liegt.
Im Kalmarkrieg (1611–1613) befehligte er sein privates Kaperschiff. Wegen Piraterie wurde er zum Ostindien-Dienst verurteilt (siehe auch: Dänische Ostindien-Kompanie).